# Mary (Queensland)
Pour les articles homonymes, voir Mary.
Le fleuve Mary est un fleuve du Sud-Est du Queensland, en Australie, qui se jette dans le Great Sandy Strait dans la mer de Corail (océan Pacifique).

## Géographie
Le fleuve prend sa source à Booroobin, à l'intérieur de la région de la Sunshine Coast, à l'ouest de Caloundra. Il coule d'abord vers le nord, passe par les villes de Kenilworth, Gympie, Tiaro et Maryborough, avant d'aller se jeter dans le Great Sandy Strait, un bras de mer entre le continent et l'île Fraser, près de la ville de River Heads, à 17 km au sud de Hervey Bay.

## Affluents
Les principaux affluents du fleuve sont Obi Obi Creek, Yabba Creek, Wide Bay Creek et Susan River.

## Écologie
La tortue de la Mary River (Elusor macrurus), une espèce menacée, vit dans la rivière. D'autres animaux marins vivent dans le cours d'eau notamment le dipneuste d'Australie (Neoceratodus forsteri) et la morue du fleuve Mary (Maccullochella peelii mariensis), une autre espèce menacée.

## Étymologie
Le fleuve était appelé Moocooboola par les aborigènes locaux, les Kabi Kabi. Il fut appelé le Wide Bay River (« le fleuve de la grande baie ») par les premiers colons européens. Son nom fut changé en Mary River en 1847 (avant la séparation du Queensland d'avec la Nouvelle-Galles du Sud) par Charles Augustus FitzRoy, alors gouverneur de la Nouvelle-Galles du Sud, qui lui donna le nom de sa femme, Lady Mary Lennox.